# Kannibalenhymne
Die sogenannte Kannibalenhymne (engl. cannibal hymn) ist ein in der Ägyptologie kontrovers diskutierter Teil der in der Unas-Pyramide festgehaltenen Pyramidentexte. Sie umfasst die Sprüche 273 und 274 und beschreibt, wie der Pharaoh Unas durch Verspeisen seiner Eltern, seiner Feinde und schließlich der Götter selbst Unsterblichkeit im Jenseits erlangt.
Während die Mehrheit der Forscher von einer Metapher ausgeht, sind einige Experten (darunter E. A. Wallis Budge) der Ansicht, dass die Textstelle darauf hinweist, dass in Ägypten vor oder während der Zeit von Unas Kannibalismus praktiziert wurde.